# Artikel 20 des Grundgesetzes für die Bundesrepublik Deutschland
Der Artikel 20 des Grundgesetzes für die Bundesrepublik Deutschland normiert die rechtliche Grundordnung Deutschlands. Inhalt sind Verfassungsgrundsätze und das Widerstandsrecht. Dieser Artikel darf in seinem ursprünglichen Bestand (Absätze 1 bis 3) und Sinngehalt nicht verändert werden. Absatz 4 wurde durch die Notstandsgesetze eingeführt; für ihn gilt die Unabänderlichkeit nach heute allgemeiner Meinung in der Staatsrechtslehre nicht.

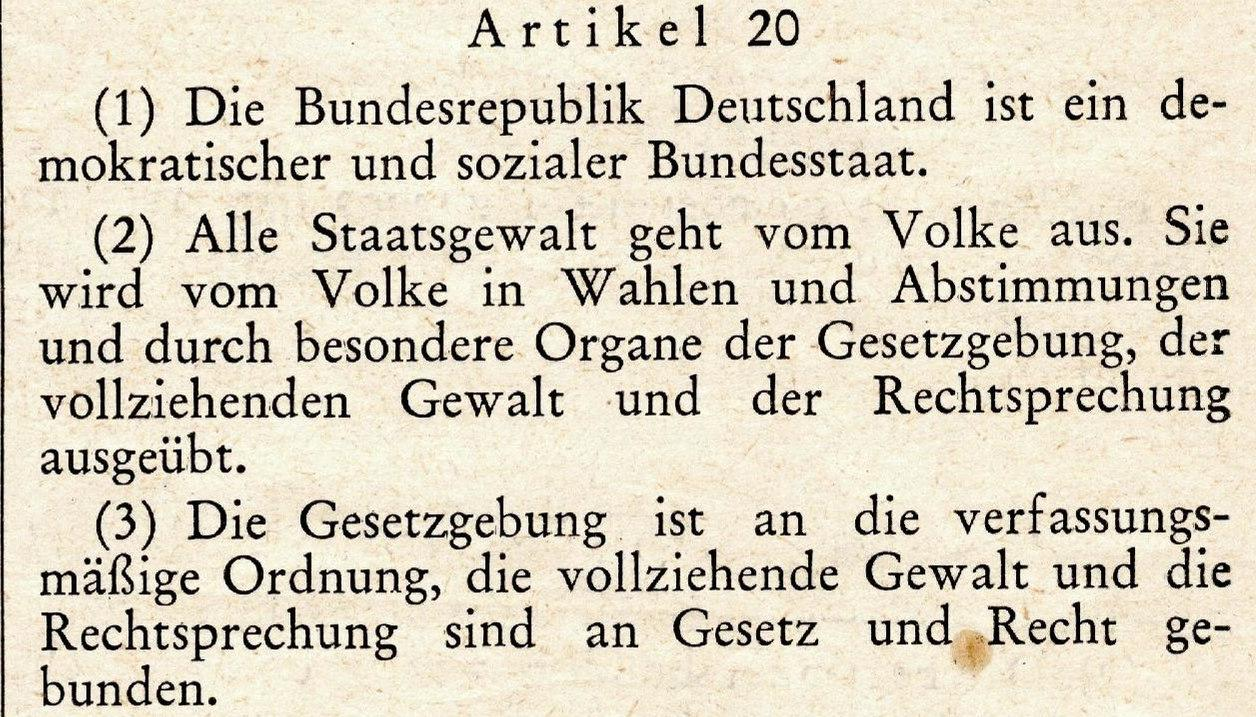
Artikel 20 des Grundgesetzes für die Bundesrepublik Deutschland in seiner ursprünglichen Fassung aus der ersten Ausgabe des Bundesgesetzblatts vom 23. Mai 1949

## Wortlaut
(2) Alle Staatsgewalt geht vom Volke aus. Sie wird vom Volke in Wahlen und Abstimmungen und durch besondere Organe der Gesetzgebung, der vollziehenden Gewalt und der Rechtsprechung ausgeübt.
(3) Die Gesetzgebung ist an die verfassungsmäßige Ordnung, die vollziehende Gewalt und die Rechtsprechung sind an Gesetz und Recht gebunden.

## Erläuterung zu den einzelnen Absätzen

### Absatz 1
Absatz 1 enthält Staatsstrukturprinzipien der Bundesrepublik Deutschland. Dies sind die Demokratie, das Sozialstaatsprinzip, die Bundesstaatlichkeit und das republikanische Prinzip.

### Absatz 2
Das Volk wird als Souverän verstanden, das durch „besondere Organe der Gesetzgebung“ (Legislative), also Bundestag und Bundesrat, „der vollziehenden Gewalt“ (Exekutive), Regierungen und Verwaltung, und „der Rechtsprechung“ (Judikative), also alle Gerichte, vertreten wird. Diese Organe üben repräsentativ für das Volk die Staatsgewalt aus. Das Volk hat auf jeden Fall das Recht, die drei Gewalten durch Wahlen und Abstimmungen zu leiten. Damit folgt die deutsche Bundesverfassung weitgehend dem Prinzip der mittelbaren Demokratie, ist allerdings offen für Volksentscheide. Daher sind die in Bezug auf direkte Demokratie oft weiter gehenden Landesverfassungen grundgesetzkonform. Auf Bundesebene sind Abstimmungen nach herrschender Meinung  jedoch nur zulässig, soweit sie im Grundgesetz ausdrücklich vorgesehen sind, also ohne eine Verfassungsänderung nur für Neugliederungen des Bundesgebiets.
Im Absatz 2 wird das Volk als konstitutiver Begründer der Staatsgewalt definiert. Durch die Formulierung „Alle“ wird festgehalten, dass es keine Gewalt mehr geben darf, die nicht vom Volk begründet ist.

### Absatz 3
Die Bindung der Gesetzgebung an die verfassungsmäßige Ordnung bedeutet, dass der Deutsche Bundestag keine Gesetze verabschieden darf, die gegen das Grundgesetz verstoßen. Dem Parlament kommt dabei die Pflicht zu, in grundlegenden Bereichen, insbesondere im Bereich der Grundrechtsausübung, alle wesentlichen Entscheidungen selbst zu treffen, also diese nicht den anderen Staatsgewalten zu überlassen (sog. Wesentlichkeitstheorie).
Die Bindung der vollziehenden Gewalt, also der Verwaltung oder Exekutive, an Gesetz und Recht wird auch als das Prinzip der Gesetzmäßigkeit der Verwaltung bezeichnet. Die Verwaltung darf bei ihrem Handeln nicht gegen die Gesetze verstoßen, darf also nicht rechtswidrig handeln (Vorrang des Gesetzes). Die Verwaltung darf außerdem nur aufgrund einer gesetzlichen Grundlage in die Rechte der Bürgerinnen und Bürger eingreifen (Vorbehalt des Gesetzes). Die Bindung der vollziehenden Gewalt an Recht und Gesetz wird gegenüber den Bürgerinnen und Bürgern durch die Rechtsschutzgarantie des Art. 19 Abs. 4 des Grundgesetzes abgesichert.
Die Rechtsprechung entscheidet unabhängig über die Auslegung der Gesetze und sonstigen Vorschriften. Sie trifft ihre Entscheidungen nur auf Grundlage der Gesetze und des Rechts (Art. 97 Absatz 1 des Grundgesetzes). 
Das gesetzte positive Recht (Gesetz) genügt jedoch nicht notwendig den Maßstäben der Gerechtigkeit (überpositives Recht). Art. 20 Abs. 3 GG ist auch als Appell an den Gesetzgeber zu verstehen, sich jeweils der Gerechtigkeit des von ihm geplanten Gesetzes zu vergewissern sowie an Verwaltung und Rechtsprechung, das jeweils anzuwendende Gesetz auf seine Rechtmäßigkeit hin zu überprüfen.
„Die traditionelle Bindung des Richters an das Gesetz, ein tragender Bestandteil des Gewaltentrennungsgrundsatzes und damit der Rechtsstaatlichkeit, ist im Grundgesetz jedenfalls der Formulierung nach dahin abgewandelt, dass die Rechtsprechung an Gesetz und Recht gebunden ist (Art. 20 Abs. 3). Damit wird nach allgemeiner Meinung ein enger Gesetzespositivismus abgelehnt. Die Formel hält das Bewusstsein aufrecht, dass sich Gesetz und Recht zwar faktisch im allgemeinen, aber nicht notwendig und immer decken. Das Recht ist nicht mit der Gesamtheit der geschriebenen Gesetze identisch. Gegenüber den positiven Setzungen der Staatsgewalt kann unter Umständen ein Mehr an Recht bestehen, das seine Quelle in der verfassungsmäßigen Rechtsordnung als einem Sinnganzen besitzt und dem geschriebenen Gesetz gegenüber als Korrektiv zu wirken vermag; es zu finden und in Entscheidungen zu verwirklichen, ist Aufgabe der Rechtsprechung.“
Art. 20 Abs. 3 GG bildet somit die wichtigste normative Grundlage für das Rechtsstaatsprinzip, auch wenn es hier nicht ausdrücklich erwähnt wird.

### Absatz 4
Das Widerstandsrecht als Mittel der streitbaren Demokratie ist mit der Notstandsgesetzgebung in das Grundgesetz 1968 eingefügt worden. Der Parlamentarische Rat hatte 1949 mit großer Mehrheit eine entsprechende Regelung noch abgelehnt, da man sie als eine „Aufforderung zum Landfriedensbruch“ (Carlo Schmid) ansah. Der Widerstand ist gegen jeden, der es unternimmt, die verfassungsmäßige Ordnung im Sinne des Art. 20 Abs. 1 bis Abs. 3 GG zu zerstören, somit legalisiert.
Das Widerstandsrecht ist ein Abwehrrecht des Bürgers gegenüber einer rechtswidrig ausgeübten Staatsgewalt mit dem Ziel der konservierenden Bewahrung oder Wiederherstellung der Rechtsordnung. Im engeren Sinn richtet sich das Widerstandsrecht auch gegen Einzelne oder Gruppen, wenn diese die Verfassung gefährden; es dient dann der Unterstützung der Staatsgewalt, etwa wenn diese zu schwach ist, die verfassungsmäßige Ordnung aufrechtzuerhalten (Verfassungshilfe).
Strittig ist, wann dieses Recht greift. Nach einer Meinung greift es bereits, noch bevor die Ordnung gefährdet worden ist; schon die Vorbereitungen zu einem solchen Umsturz dürfen bekämpft werden. Nach anderer Meinung greift dieses Recht aber nur, wenn die Verfassungsordnung bereits ausgehebelt wurde – somit bleiben selbst bei offensichtlichen Verstößen der Staatsorgane gegen die Verfassung nur der Weg über Wahlen und Abstimmungen sowie der Rechtsweg, solange letzterer noch gangbar ist.
Deutsche nach Art. 116 GG, also Ausländer eindeutig ausgenommen, dürfen dieses Recht aber nur als Ultima Ratio nutzen; vorher müssen alle anderen Mittel, insbesondere ein möglicher Rechtsweg ausgeschöpft sein. Nach Meinung einiger Staatsrechtler haben die Widerständler auch das Recht, Anschläge und Tötungen (z. B. „Tyrannenmord“) zu begehen, da das Widerstandsrecht sonst nutzlos sei.
Im Hinblick auf das Ziel, die verfassungsmäßige Ordnung zu schützen, müssen die Aktionen aber verhältnismäßig, also neben dem Verfolgen eines legitimen Zwecks geeignet, erforderlich und angemessen sein.